# Vergaño
Vergaño es una localidad y también un pedanía del municipio de San Cebrián de Mudá en la provincia de Palencia, comunidad autónoma de Castilla y León, España.

## Historia
Vergaño ha pasado a llamarse a través de la historia de varios modos: “rivulo de Barganio” en el s. XI, “Bargannio” en el siguiente, Varganno en el XIV y más adelante “Vírago”.

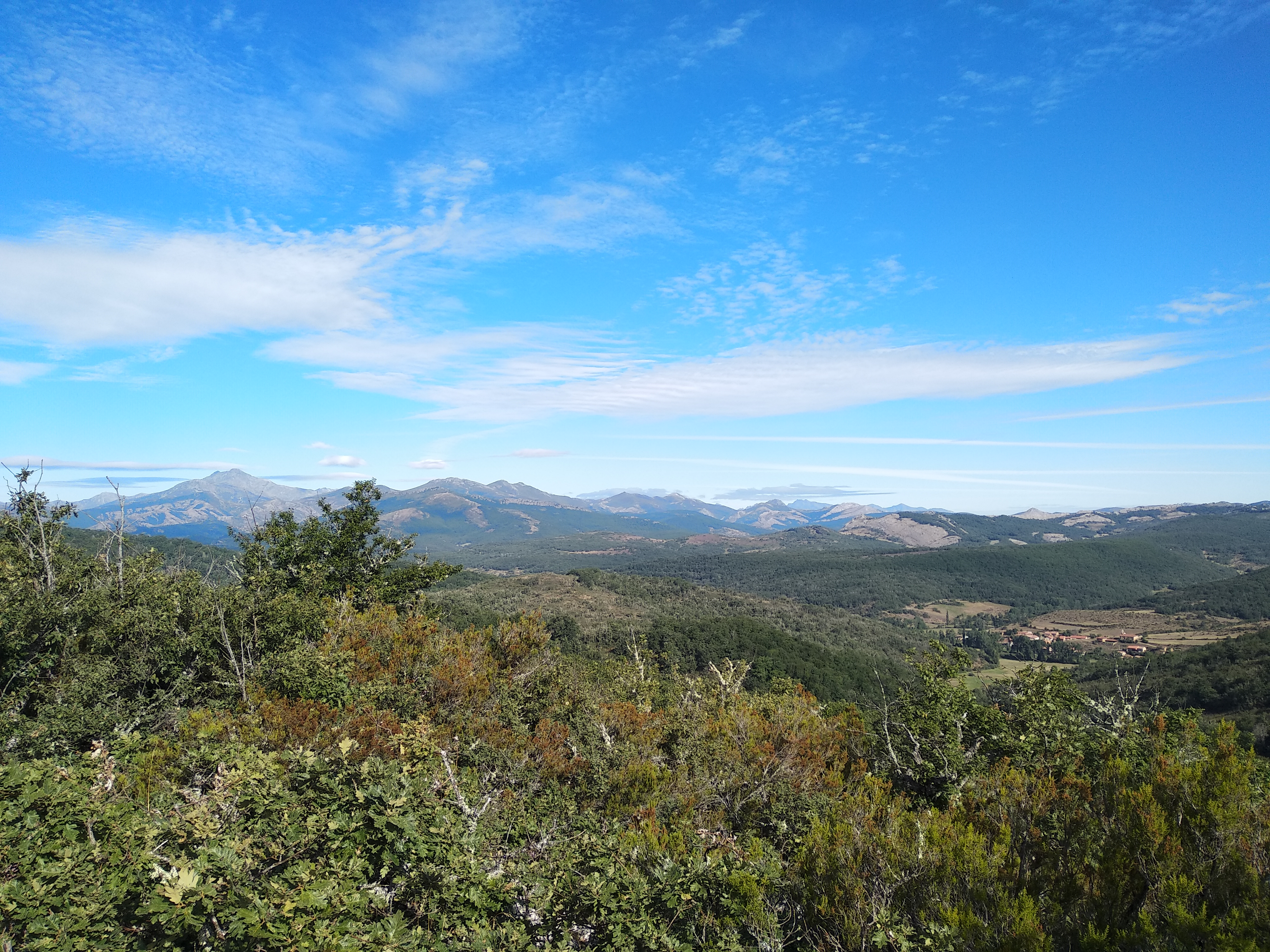
Vista de la Montaña Palentina desde los alrededores de Vergaño (Palencia)

A la caída del Antiguo Régimen se constituye este municipio constitucional y que en el censo de 1842 contaba con 23 hogares y 120 vecinos. A madiados del siglo XIX el municipio crece tras la anexión de Gramedo, para mediados del siglo XX integrarse en integrarse en San Cebrián de Mudá, contaban ambas localidades con 51 hogares y 226 habitantes.

## Geografía humana

### Demografía
| Gráfica de evolución demográfica de Vergaño entre 1842 y 1940 |
| |
| Población de derecho según los censos de población del INE Población de hecho según los censos de población del INEEntre el censo de 1857 y el anterior, crece el término del municipio porque incorpora a 345043 (Gramedo) Entre el censo de 1950 y el anterior, este municipio desaparece porque se integra en el municipio 34160 (San Cebrián de Mudá) |

Evolución de la población en el siglo XXI
| Gráfica de evolución demográfica de Vergaño entre 2000 y 2020      |
|                                                                    |
| Población de derecho (2000-2020) según el padrón municipal del INE |

## Patrimonio
Ermita de la Virgen de Llanillo.

## Parroquia
Iglesia parroquial católica, dedicada a San Pedro, es de estilo románico y perteneca a la unidad pastoral de Barruelo de Santullán en el Arciprestazgo de Campoó-Santullán.
La nave del edificio dispone de bóveda de crucería estrellada, portada del lado de la Epístola de primeros del siglo XIII y valiosos retablos del siglo XVI. 